# Frida (Schiff)
Die Frida, ex Mercurius, war ein 1903 gebauter niederländischer Dampflogger, der 1941 im Zweiten Weltkrieg von der deutschen Wehrmacht beschlagnahmt und dann zunächst von der Luftwaffe als Hilfs-Flugsicherungsschiff und danach von der Kriegsmarine als Vorpostenboot eingesetzt wurde. Nach Kriegsende 1945 fuhr das Schiff wieder unter niederländischer Flagge für seine Vorkriegseigner, bis es 1960 abgewrackt wurde.

## Bau und technische Daten
Das Schiff wurde im Jahre 1903 auf der Werft von M. van der Kuijl in Slikkerveer mit der Baunummer 318 gebaut und mit dem Namen Mercurius und dem Fischereikennzeichen VL 155 für die Reederij Joost Pot aus Vlaardingen in Dienst gestellt. Es war 35,10 m lang und 6,55 m breit, hatte 3,44 m Tiefgang und war mit 178,58 BRT vermessen. Eine Dampfmaschine leistete 190 PSe und trieb eine Schraube.

## Schicksal

### 1905–1940
Bereits 1905 wurde das Schiff an die in diesem Jahr gegründete Fischerei-AG „Weser“ in Elsfleth verkauft, für die es weiterhin unter dem Namen Mercurius, aber mit der neuen Kennung OE 27 bis 1912 auf Heringsfang ging. Diese Fischfangreederei bestand nur von 1905 bis 1912, und am 17. Januar 1913 wurde die Mercurius von der Visscherij Maatschappij Vlaardingen in Vlaardingen gekauft und mit der Kennung VL 208 in Betrieb genommen. Am 1. Mai 1923 erfolgte eine Umbenennung des Schiffs in Frida.

### 1940–1945
Beim deutschen Überfall auf die Niederlande im Mai 1940 befand sich das Schiff aufgelegt in Vlaardingen und fiel in deutsche Hand. Am 27. November 1940 wurde es von der KMD Rotterdam erfasst, um im Seenotdienst bei den Westfriesischen Inseln eingesetzt zu werden. Es wurde am 4. Dezember zur Prise erklärt und am 8. Dezember von der KMD Rotterdam übernommen. Nach entsprechendem Umbau bei P. Smit Jr. in Rotterdam sollte es bei dem am 25. September 1940 von den deutschen Besatzern gegründeten Nederlandsche Zeereddingsdienst (ZRD) zum Einsatz kommen.
Ehe es jedoch zu dieser Verwendung kam, wurde das Schiff am 8. Mai 1941 der Luftwaffe übergeben, um als Hilfsflugsicherungsboot bei den westfriesischen Inseln eingesetzt zu werden. Unterstellt war es dabei der Seenotflottille 5 in Wilhelmshaven und der übergeordneten „Seenotzentrale (Luft) Nord“ in Wilhelmshaven.
Da die Frida in dieser Funktion kaum zum Einsatz kam, wurde sie bereits am 8. Oktober 1941 wieder an die KMD Rotterdam zurückgegeben und dann in Antwerpen bei Mercantile Marine Engineering & Graving Docks zum Vorpostenboot umgebaut. Die erneute Indienststellung als V1217, mit 33 Mann Besatzung, bei der 12. Vorpostenflottille erfolgte am 5. Mai 1942 in Antwerpen, die erste Probefahrt vier Tage später. Die Flottille, und damit auch V 1217, wurde im Geleit- und Minensuchdienst in der Deutschen Bucht eingesetzt.

### 1945–1960
Bei Kriegsende lag die Frida in Hörnum auf Sylt. Dort wurde sie als niederländischer Besitz identifiziert. Am 19. August 1945 kam das Schiff in IJmuiden an, wo es am folgenden Tag an seine Vorkriegseigner übergeben wurde und wieder die Fischereikennung VL 208 erhielt.
Im September 1960 wurde das alte Schiff zum Abwracken verkauft.